# Петро
Петро́ (МФА: [pe.ˈtro]) — чоловіче особове ім'я.

## Походження імені
Походить від грецького імені Петрос (грец. πέτρος, Petros, «камінь, скеля»).
Інші форми — Пітер (в англійській мові), П'єтро (в італійській мові), Педро (в іспанській мові), Педру (у португальській мові), П'єр (у французькій мові), Петру (у румунській мові) тощо. Патроніми — Петрович, Петрівна.

## Варіанти імені
Розмовні та зменшувальні варіанти: Петрик, Петрусь, Петрусик, Петько, Петрусьо.
Існує жіноча форма імені — Петрина.

## Поширення імені
Поширилося разом із християнством у країнах Європи та європейських колоніях в Африці, Азії, Америці, Австралії та Океанії. На Русь потрапило з християнством із Візантії. 
- Петро (апостол) (? — близько 64) — один з 12 апостолів Ісуса Христа.
- Петро (герцог Фріульський) (756—774).
- Петро (святитель) (1260—1326) — митрополит Київський (сидів у Москві).
- Петро Белей — український громадсько-політичний діяч. Виконувач обов'язків голови Української національної ради (1971-1972).
- Петро Скоропадський — український аристократ з гетьманського роду Скоропадських. Батько Павла Скоропадського, гетьмана Української Держави. Прапраонук Генерального Підскарбія Війська Запорозького Городового Михайла Скоропадського..
- Петро Конашевич-Сагайдачний (1582—1622) — гетьман Війська Запорозького.
- Петро Могила (1596—1647) — митрополит Київський.
- Петро Косач (1842—1909) — український правник, громадський діяч, освітянин, дійсний статський радник, меценат, член «Старої громади».
- Петро Калнишевський (1690—1803) — видатний український державний, культурний та релігійний діяч, кошовий отаман Війська Запорозького Низового (1762, 1765–1775).
- Петро Порошенко (*1965) — український президент (2014—2019).